# Maulwurfshügel

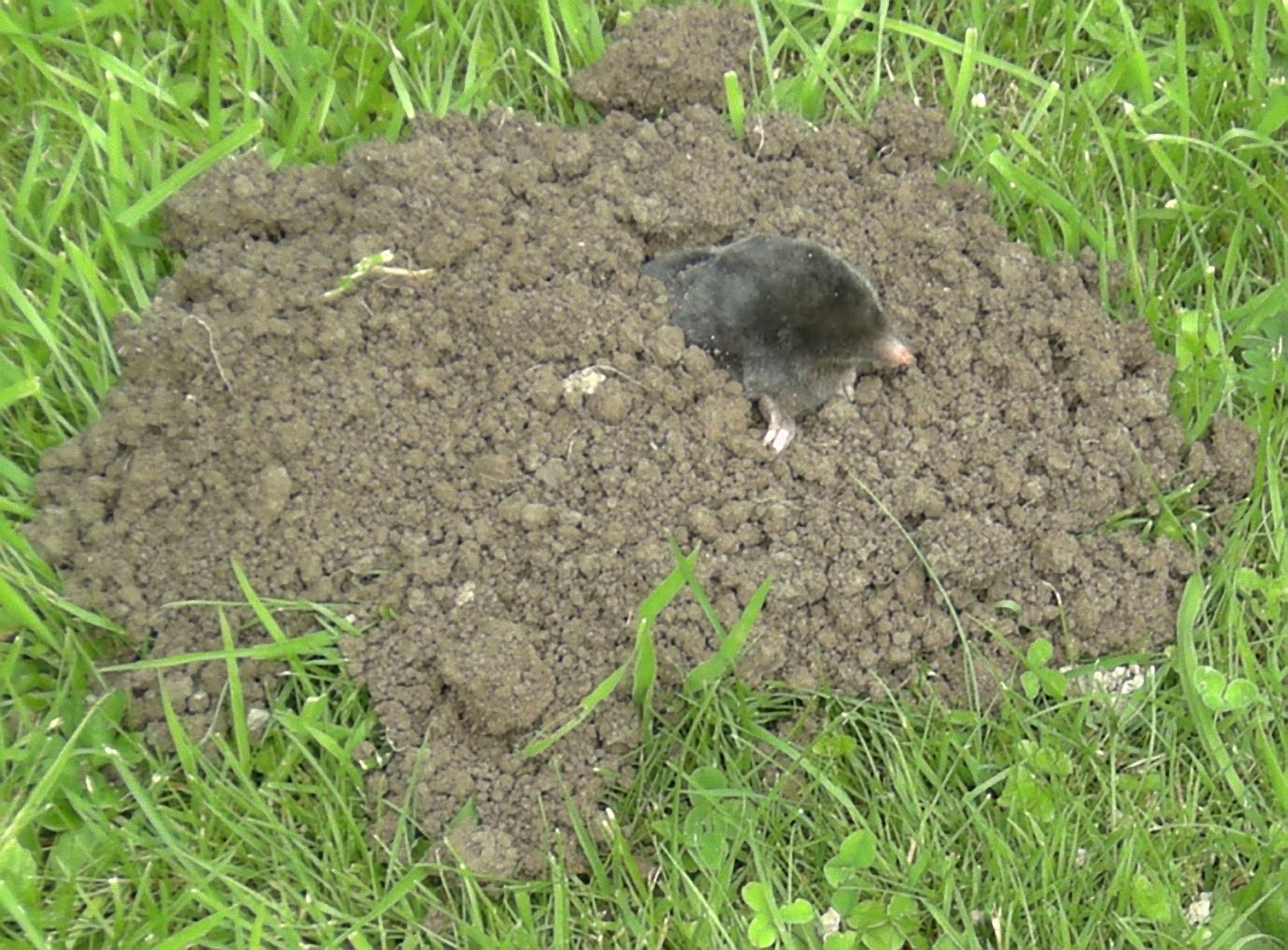
Maulwurfshügel mit Maulwurf

Unter einem Maulwurfshügel (auch Scherhaufen) oder einem Maulwurfshaufen versteht man den aufgeworfenen Erdaushub des Maulwurfs.
Die beim Graben anfallende Erde schiebt der Maulwurf mit dem Kopf beziehungsweise dem Rüssel je nach Bodenbeschaffenheit alle 50–100 cm an die Erdoberfläche, wodurch die typischen, circa 25 cm hohen Erdhaufen entstehen. Die Maulwurfshaufen befinden sich im Allgemeinen nicht über den Gängen, sondern seitlich darüber, weil die Erde schräg nach oben gedrückt wird. Damit wird der Maulwurf seinem Namen gerecht, der sich vom (althochdeutschen) „molte“ für „Erde“ ableitet. Der Maulwurf könnte also auch „Erdwerfer“ heißen.
Die Hügel mit ihrer lockeren Struktur dienen außerdem der lebenswichtigen Belüftung der unterirdischen Gänge. Da der Maulwurf als kleines Säugetier eine hohe Metabolismusrate aufrechterhalten muss, dessen Energie er nur aus tierischer Kost bezieht, produziert er viel Kohlenstoffdioxid durch seine Atmung. Über die angelegten Maulwurfshügel lässt er das CO2 abdiffundieren, um nicht innerhalb kurzer Zeit zu ersticken. Typischerweise schafft es der Maulwurf mit seiner Technik, Konzentrationsbereiche von 0,3–2,2 % CO2 und 16,8–20,4 % O2 einzustellen.
Die CO2-Konzentration in den Gängen kann dennoch lokal bis auf 5,5 % ansteigen während die O2-Konzentration auf 14,3 % sinkt. Die CO2-Konzentration in den Gängen korreliert außerdem mit der Bodenfeuchte. Der Anteil der Bodenluft wird mit steigender Bodenfeuchte reduziert, sodass der Erdporendiffusionsprozess in den Maulwurfshügeln durch die wässrige Phase verlangsamt. Daher ist das Platt-Treten der Haufen durch den Menschen für den Maulwurf nur ein Signal, schnell neue Haufen aufzuwerfen.
Viele Maulwurfshügel weisen auf einen gesunden Boden hin. Nicht nur, dass der Maulwurf ein Schädlingsvertilger ist; mit seinen Gängen und Röhren trägt er auch maßgeblich zur Auflockerung und Drainierung des Bodens bei.
Maulwurfshügel sind eine gute Basis für neue Pflanzen. Besonders in Wiesen und Weideland können auf Maulwurfshügeln Pflanzen Fuß fassen, die auf einer geschlossenen Vegetationsdecke keine Chance hätten.

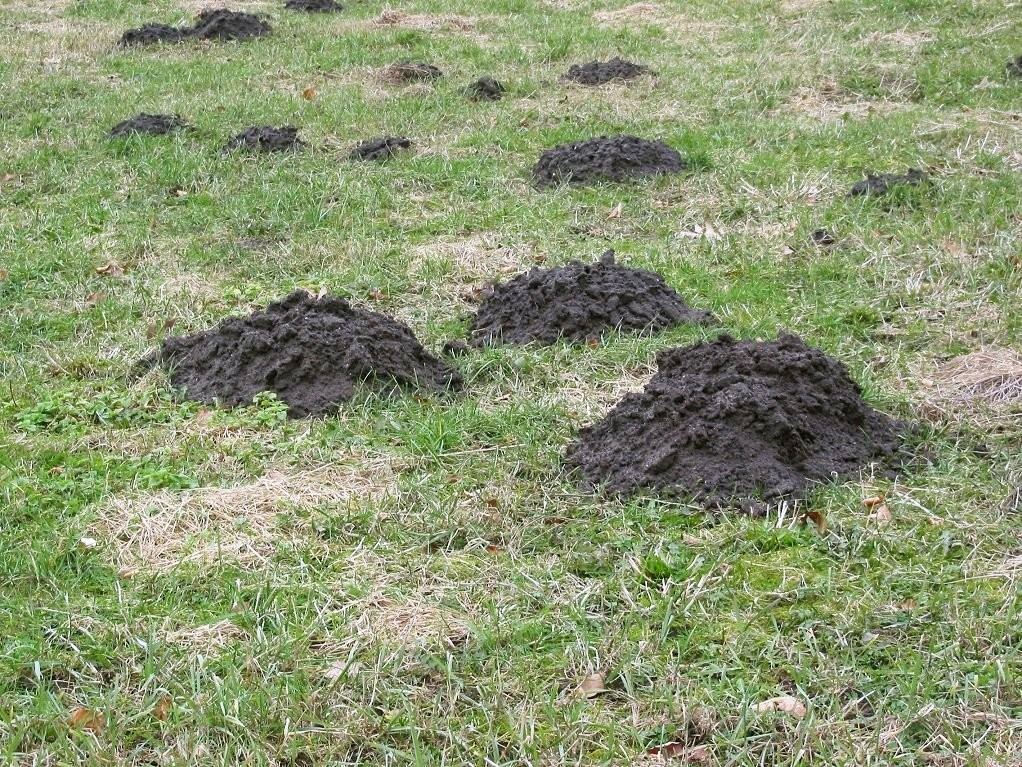
Maulwurfshügel

Im Winter kann es vorkommen, dass der Maulwurf eine „Maulwurfsburg“ anlegt – einen riesigen Maulwurfshügel – umgeben von einem ringförmigen Belüftungssystem, unter dem er sein Nest gräbt. Nur bei besonders nassem Wetter und ohne Ausweichmöglichkeit wird ein Maulwurf sein Nest oberirdisch in einer sogenannten „Sumpfburg“ unterbringen.
Maulwürfe dürfen nicht erlegt, sondern nur vertrieben werden. Die empfindliche Nase des Maulwurfs kann mit Holunder oder Knoblauchbrühe, die auf die Hügel geträufelt wird, gestört werden. Alternativ ist eine Störung der empfindlichen Ohren mit Klopfen an Holzpfähle, die in die Erdhaufen gesteckt werden, möglich.
Es gibt einige Bauernregeln, die die Maulwurfshügel mit dem Winter in Zusammenhang bringen:
- Wirft der Maulwurf im Januar, dauert der Winter bis Mai sogar.
- Wirft der Maulwurf seine Hügel neu, währt der Winter bis zum Mai.
- Scharren die Maulwürfe tief sich ein, wird es ein harter Winter sein.
- Sind die Maulwurfhügel hoch im Garten, ist ein strenger Winter zu erwarten.

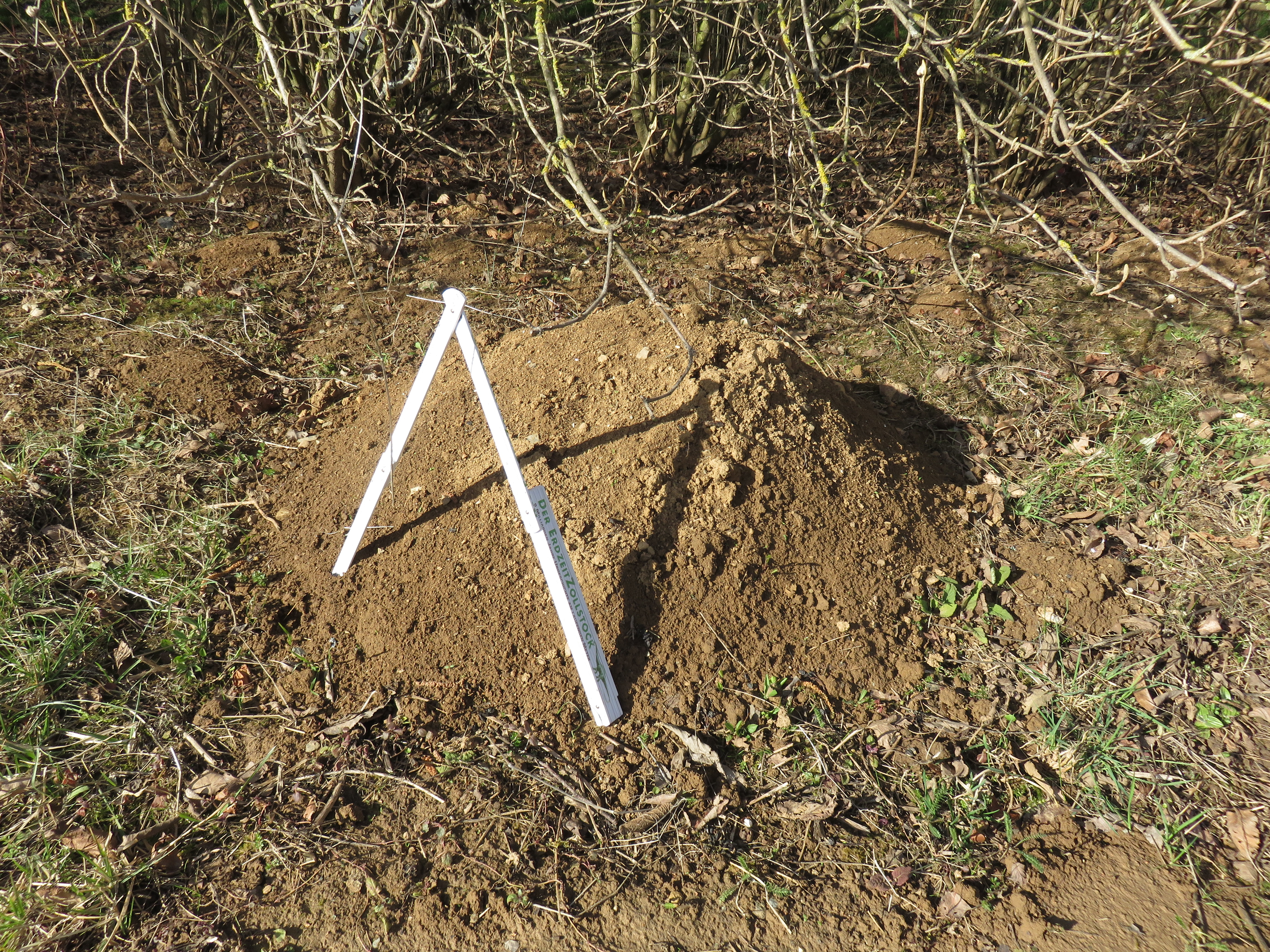
„Maulswurfsburg“, fast 40 cm hoch, dahinter ‚normale‘ Hügel
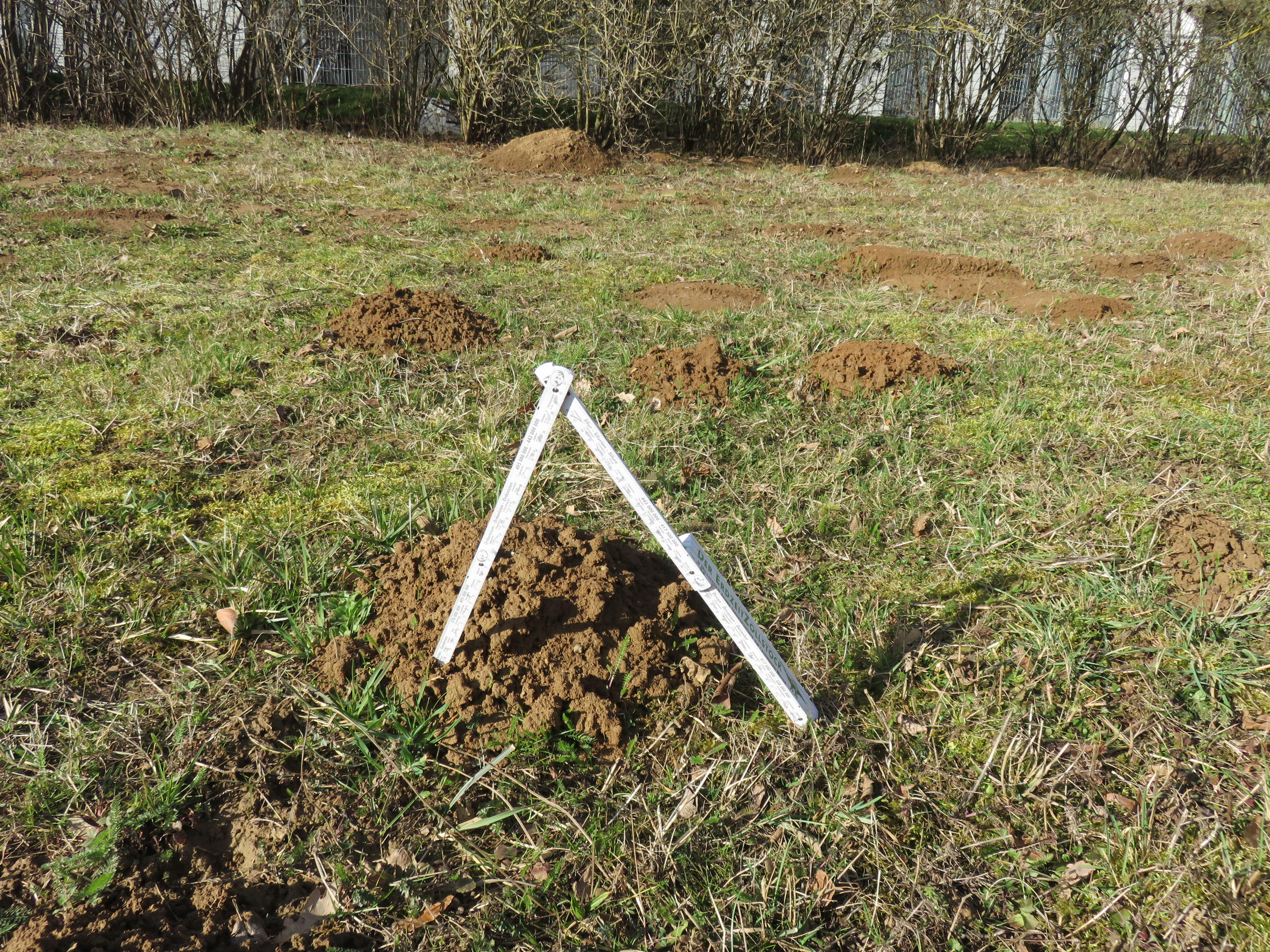
‚Normale‘ Hügel, im Hintergrund die „Maulswurfsburg“